# Pride Park Stadium
Pride Park Stadium est un stade de football localisé à Derby. C'est l'enceinte du club de Derby County FC depuis 1997.

## Histoire
Ce stade de 33 597 places fut inauguré le 18 juillet 1997. Avant de s'établir au Pride Park Stadium, Derby County FC a évolué au Baseball Ground de 1895 à 1997.

## Galerie

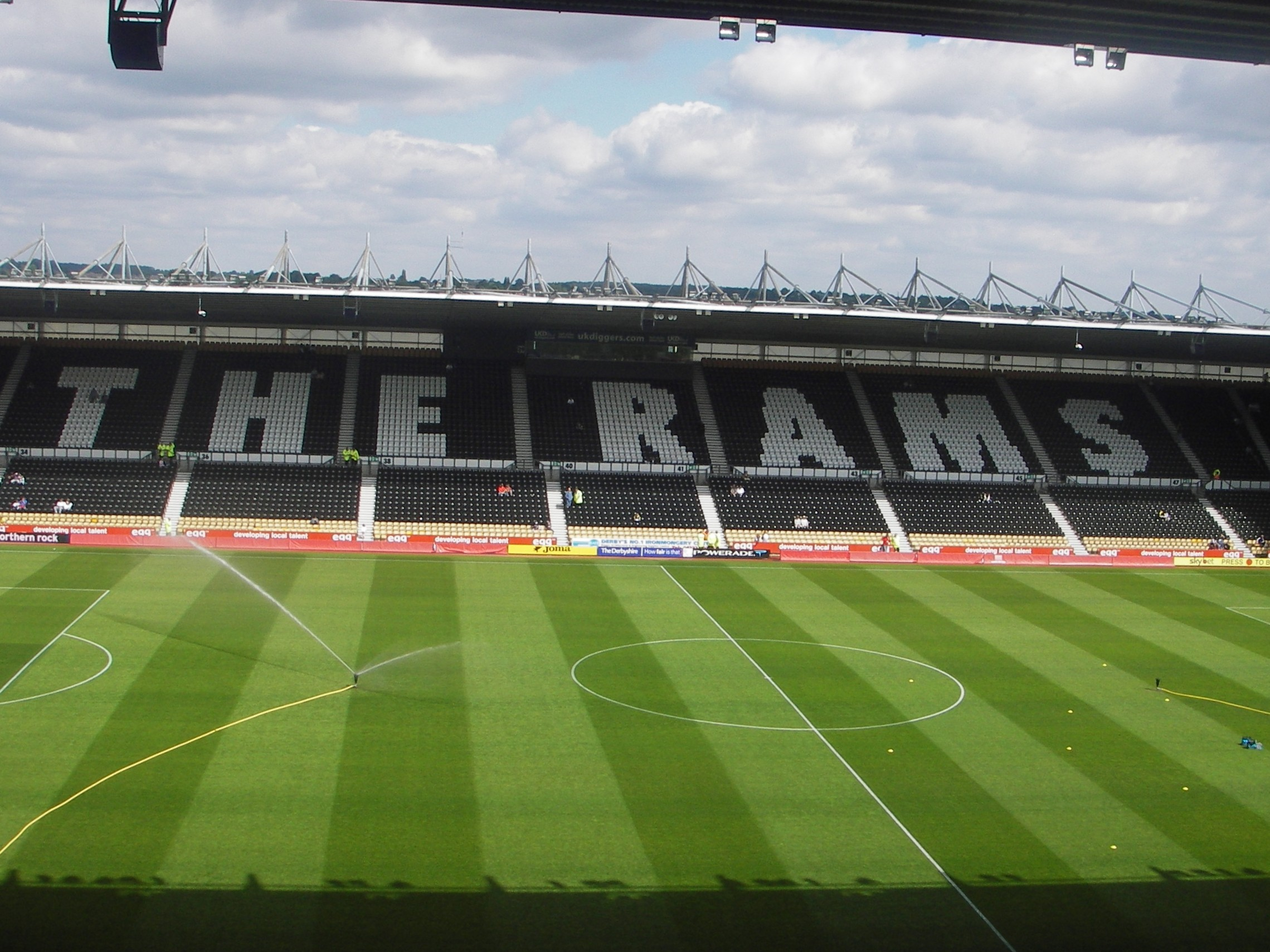
Pride Park Stadium

## Référence
https://www.dcfc.co.uk/page/pride-park-stadium